# Miltochrista trivittata
Miltochrista trivittata är en fjärilsart som beskrevs av Moore 1877. Miltochrista trivittata ingår i släktet Miltochrista och familjen björnspinnare. Inga underarter finns listade i Catalogue of Life.